# Турина, Хоакин
Хоаки́н Тури́на Пе́рес (исп. Joaquín Turina Pérez; 9 декабря 1882, Севилья ― 14 января 1949, Мадрид) ― испанский композитор, пианист, дирижёр и музыкальный критик.

## Биография
Турина родился в семье художника итальянского происхождения, с раннего детства воспитывался в творческой атмосфере, где немаловажную роль играла музыка. По желанию родителей начал изучать медицину, но вскоре принял решение полностью посвятить себя музыке и начал брать уроки игры на фортепиано у Энрике Родригеса и композиции ― у Эваристо Гарсия Торреса, регента церковного хора в Севилье.
Вскоре он получил известность как подающий надежды композитор и пианист. Благодаря успеху некоторых ранних сочинений он смог поехать в Мадрид, где собирался добиться постановки своей оперы «Суламифь» в Королевском театре. Для неизвестного провинциального композитора это было невозможно, однако во время пребывания в Мадриде Турина познакомился с Мануэлем де Фальей и другими известными испанскими музыкантами, оказавшими значительное влияние на развитие его музыкального стиля.
В 1902 Турина поступил в Королевскую высшую консерваторию музыки в класс фортепиано Хосе Траго. В это время молодого музыканта больше интересовала оркестровая и камерная музыка, чем оперные представления, но чтобы заработать на жизнь, он сочинял сарсуэлы. Они не имели большого успеха, и в 1905 Турина уехал в Париж, где совершенствовался как пианист у Морица Мошковского и как композитор в Схола Канторум у Венсана д’Энди. В 1907 Турина исполнил партию фортепиано на исполнении своего первого крупного сочинения ― Фортепианного квинтета g-moll, в котором заметно сильное влияние стиля Сезара Франка. Исаак Альбенис посоветовал Турине искать источник творческого вдохновения в испанской народной музыке, и в следующие несколько лет он написал ряд пьес, пользовавшихся некоторым успехом и исполнявшихся в том числе в Мадриде.
Вскоре после окончания Туриной Схола Канторум в 1913 году Мадридским симфоническим оркестром под управлением Энрике Арбоса исполняется его симфоническая поэма «Шествие, посвящённое окроплению святой водой». С большим успехом это произведение было также сыграно в Париже. Вскоре Турина вернулся в Испанию, где к этому времени стал уже весьма известным композитором. Он выступает как дирижёр и получает премию за «Севильскую симфонию», в 1920 исполненную Арбосом. До 1925 Турина ― хормейстер Королевского театра, в котором ставится его опера «Сад востока». В 1926 Национальную музыкальную премию получает его фортепианное трио. В 1930 он назначен профессором композиции в Мадридской консерватории. После установления в Испании республики Турина попадает в немилость, его семью преследуют республиканцы, но с окончанием войны он возвращается в музыкальную жизнь страны: его избирают в Академию изящных искусств Сан-Фернандо и на должность генерального музыкального комиссара в министерстве образования. Высшим признанием заслуг Турины стало присуждение ему Большого креста Альфонса Мудрого. Помимо композиции, Турина выступал в печати как музыкальный критик. Композитор умер в 1949 году после длительной болезни.

## Творчество
Турина ― выдающийся представитель испанской музыкальной школы первой половины XX века, продолжатель традиций Ренасимьенто. Его творчество проникнуто национальным духом, он использует ритмические и ладовые элементы андалузского музыкального фольклора, имитацию приёмов народного музицирования. Сочинения Турины характеризуются мастерским владением ритмическим письмом, полиладовостью, богатой и оригинальной гармонией, свободной мелодией, стройностью формы.

## Основные сочинения
- Оперы, сарсуэлы, музыка к драматическим спектаклям

Оркестровые сочинения
- «Шествие, посвящённое окроплению святой водой», симфоническая поэма, ор. 9 (1913)
- «Рождественское Евангелие», ор. 12 (1915)
- «Фантастические танцы», op. 22 (1920)
- «Севильская симфония», ор. 23 (1923)
- «Ритмы», хореографическая фантазия, ор. 43 (1928)
- Симфоническая рапсодия для фортепиано и струнных, ор. 66 (1931)

Камерные сочинения
- Фортепианный квинтет g-moll, op. 1 (1907)
- Струнный квартет, ор. 4 (1911)
- «Андалузская сцена» для фортепиано и струнного квинтета с двумя альтами, ор. 7 (1912)
- «Молитва тореро» (La oración del torero) для струнного квартета с лютней, ор. 34 (1925)
- Фортепианное трио, ор. 35 (1926)
- «Воспоминания об античной Испании» (Recuerdos de la antigua España) для струнного квартета с лютней, ор. 49 (1929)
- Соната для скрипки и фортепиано, ор. 51 (1929)
- Фортепианный квартет, ор. 67 (1931)
- Классические вариации для скрипки и фортепиано, ор. 72 (1932)
- Фортепианное трио, ор. 76 (1933)
- Соната для скрипки и фортепиано, ор. 82
- Серенада для струнного квартета, ор. 87
- Фортепианное трио «Круг» (Círculo), ор. 91 (1942)
- Тема с вариациями для арфы и фортепиано, ор. 100 (1945)
- «Посвящение Наварре» для скрипки и фортепиано, ор. 102 (1945)

Фортепиано
- Сюита «Севилья» (Sevilla suite pintoresca), op. 2 (1909)
- Романтическая соната, ор. 3 (1909)
- «Уголки Севильи» (Rincones sevillanos), op. 5 (1911)
- Три андалузских танца, ор. 8 (1912)
- «Испанские женщины» (Mujeres españolas), op. 17 (1917)
- «Испанские сказки» (Cuentos de España), ор. 20 (1918)
- множество других отдельных пьес и циклов

Гитара
- «Севиллиана», ор. 29 (1923)
- Фандангильо, ор. 36 (1926)
- «Рафага», ор. 53 (1930)
- Соната, ор. 61 (1931)
- «Посвящение Тарреге», ор. 69 (1932)

Орган
- Прелюдия, ор. 10 (1914)
- «Волынка», ор. 13 (1915)
- Песни и романсы, духовные сочинения, музыка к кинофильмам